# Dindi
«Dindi» — лирическая баллада, написанная в 1959 году Антониу Карлосом Жобином на слова Алойзиу ди Оливейры. Автор свободного поэтического перевода песни на английский язык — Рэй Гилберт. 
«Джинджи» — это отсылка к ферме под названием «Джиринджи» в Бразилии, месту, которое Жобин и его друг/соавтор Винисиус ди Морайс часто посещали. По другой версии, Джинджи — имя идеальной и недостижимой возлюбленной, музы поэта и композитора. 
Жобин написал балладу специально для певицы Сильвии Теллес (1934–1966). Теллес записала её на пластинку несколько раз, в ансамбле с разными исполнителями: впервые она была выпущена в 1959 году (альбом «Amor de gente moça. Musicas de Antonio Carlos Jobim»), затем в 1960 году (альбом «Amor em Hi-Fi») и дважды — в 1966 году (альбомы «Reencontro» и «Folklore e bossa nova do Brasil»). Английская версия баллады получила популярность в исполнении Аструд Жилберту (впервые — на пластинке «The Astrud Gilberto Album», 1965) и Фрэнка Синатры (в ансамбле с автором, на альбоме «Francis Albert Sinatra & Antônio Carlos Jobim», 1967).
Тема «Джинджи» со временем стала джазовым стандартом и вошла в репертуар множества джазовых музыкантов.